# Encierros de Guadalajara
Los encierros de Guadalajara son un festejo popular que se celebra en la localidad de Guadalajara (Castilla-La Mancha, España) del 13 al 16 de septiembre con motivo de la Feria de la Antigua en honor a la Virgen de la Antigua.

## Origen
Desde el siglo XVII se realizan encierros con motivo de la Feria de San Miguel, según indica la fecha más exacta del comienzo de celebración de estos festejos es de 1670.
Los toros eran traídos desde Yeste y Segura de la Sierra hasta llegar a la plaza mayor, lugar donde estaba instalada una plaza de toros portátil, aparte de los encierros también se realizaban toros embolados.
Posteriormente los encierros se recuperaron en el año 1978.
En 1984 se realizó un tapón a la entrada de la plaza de toros el cual ocasionó varios heridos ya que los toros se encontraban en el recorrido y no se pudo hacer nada para impedirlo.
En 1989 se comenzó a realizar los encierros por la noche, en es mismo año ocurrió el encierro más largo de la historia, tardando una hora y 35 minutos.
En 1991 se volvió a ocasionar un tapón en la entrada de la plaza el cuál ocasiono 43 heridos, al año siguiente se volvió a celebrar los encierros por la mañana.
Desde el 2005 las reses que se corren en el encierro matinal son los toros que se lidian por la tarde en la plaza de toros.

## Descripción
Los encierros se realizan todos los días a las 8:00 de la mañana entre el 13 y 16 de septiembre en honor a la Virgen de la Antigua.
El recorrido del encierro es de aproximadamente 850 metros, con salida desde los corrales hasta la plaza de toros de Guadalajara.

## Reconocimientos
El 15 de septiembre de 2020, fue declarado por la junta de Castilla-La Mancha declarar los encierros locales como Fiesta de Interés Turístico Regional.